# Newlib
Newlib — реализация стандартной библиотеки языка Си, предназначенная для использования во встраиваемых системах. Представляет собой объединение нескольких библиотек под лицензией открытого ПО, благодаря чему их легко использовать во встраиваемых продуктах. Библиотека была разработана компанией Cygnus Solutions (тогда — «Cygnus Support») как часть первого GNU набора инструментов для кросс-компиляции. В настоящее время поддерживается разработчиками компании Red Hat Джеффом Джонсоном и Томом Фитцсиммонсом.
Раздел «Системные вызовы» документации newlib описывает способы использования библиотеки на множестве операционных систем. Основным предназначением библиотеки было применение на встраиваемых системах, что подразумевает наличие ограничений любой операционной системы. В этом случае она обращается к «комплекту поддержки платформы», что позволяет выполнять такие вещи как запись байтов вывода в последовательный порт или чтение сектора диска или другого устройства хранения информации.

## Использование
Newlib включён в коммерческие дистрибутивы GCC (от компаний Atollic, CodeSourcery, Code Red, KPIT, Red Hat и др.), поддерживается популярными архитектурами (ARM, Renesas и др.), является стандартной библиотекой Си в Cygwin, а также одной из стандартных библиотек Си в AmigaOS 4.
По состоянию на 2007 год, devkitARM (популярный набор программ для программирования любительского ПО для Nintendo DS и систем на базе Game Boy Advance) и PlayStation Portable homebrew SDK содержали Newlib в качестве библиотеки Си и devkitPPC (популярная платформа для частных разработчиков под Wii и GameCube). Open/R SDK для Sony AIBO также основан на Newlib поверх ОС Aperios.
По состоянию на 2013 год, Google Native Client SDK (NaCl) включает Newlib как стандартную библиотеку Си поверх glibc.